# CHEK-DT
CHEK-DT（仮想チャンネル6・UHFデジタルチャンネル16）は、カナダ・ブリティッシュコロンビア州ビクトリアに認可された独立テレビ局で、バンクーバー島とグレーターバンクーバーにサービスを提供している。局の従業員と地元の投資家で構成されるコンソーシアムであるCHEKメディア・グループ（CHEK Media Group）が所有している。スタジオはビクトリアのキングス・ロード780番地にあり、送信所はサターナ島のワーバートン・パイク山の頂上にある。

## 歴史

### CBCとCTVの提携

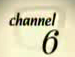
1956年から1960年まで使用されたCHEKの最初のロゴ

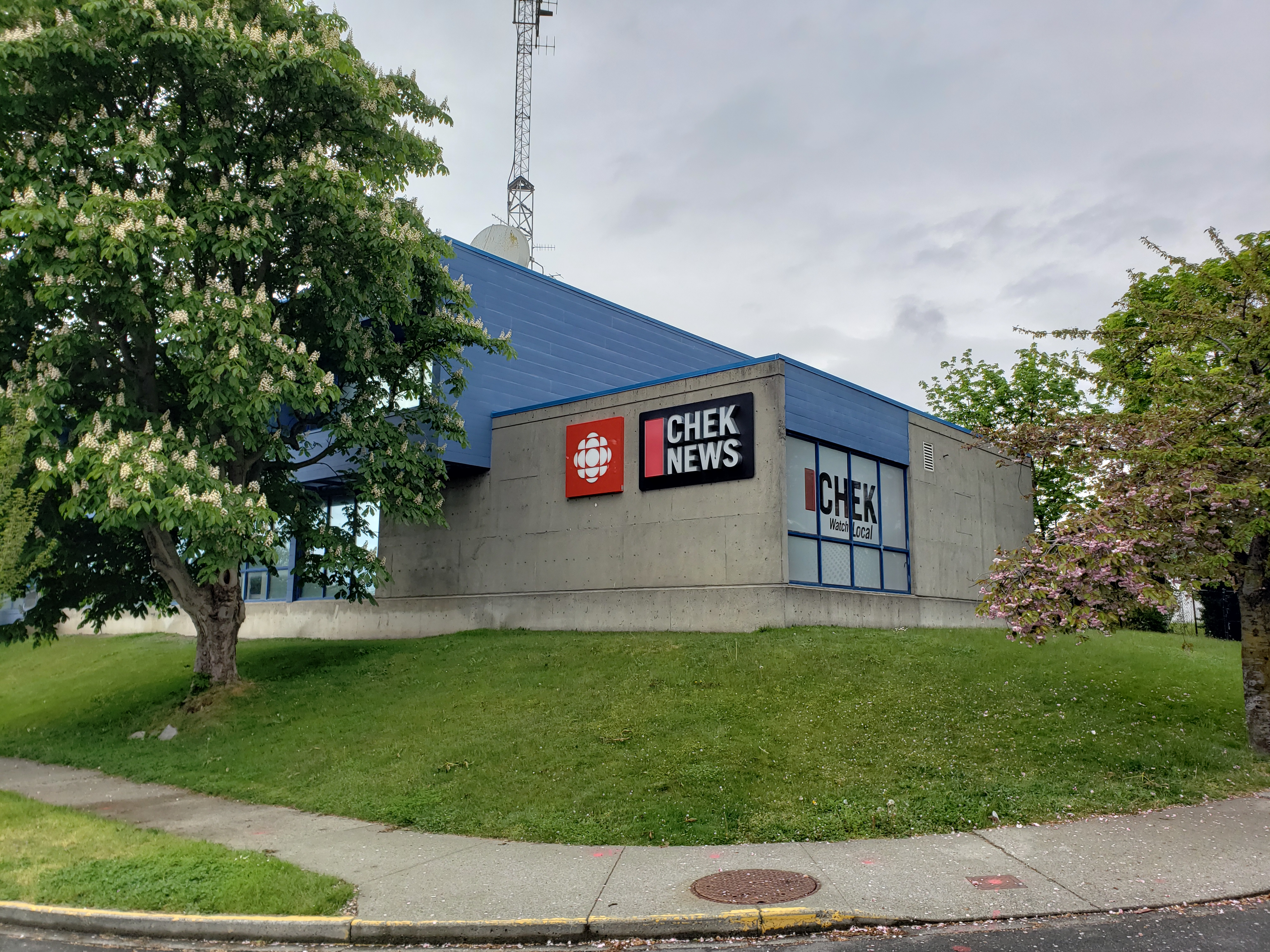
1984年以来、ビクトリアのキングス・ロード780番地にあるCHEK-DTスタジオ

1956年12月1日に開局した。元々はCBC系列局として運営されていたが、地元のラジオ局CKDA（1220 AM、現：91.3 MHzのCJZN-FM）の所有者であるデイビッド・アームストロング（David Armstrong）によって設立された。アームストロングは当初、局にCKTVというコールサインを割り当てるために申請したが、開局前にCHEK-TVに変更された。初代のスタジオ施設は、サーニッチのエプサム・ドライブにあった。当初、ラジオ局とテレビ局は、アンディ・スティーブン（Andy Steven、CHEK最初のニュースディレクター）やキース・マッケンジー（Keith MacKenzie、スポーツディレクターを務めた）などのスタッフを共有していた。2001年10月にCHUMリミテッドがCIVI-TV（チャンネル53）に開局するまで、バンクーバー島で長年運営されていた唯一の地方テレビ局だった。同局は、ブリティッシュコロンビア州で最初の（そして現在最古）個人所有のテレビ局だった。バンクーバーのCBC直営局のCBUT-DT（チャンネル2）のみが、1953年12月に開局して、より長く放送されている。

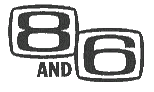
CHAN-TVとCHEK-TVは1960年代にこのロゴを共有した。これは、2つの放送局が番組を同時放送する時によく使用された。

1963年、バンクーバーのCTV系列のCHAN-TV（チャンネル8、現：グローバル直営局）も所有している実業家のフランク・グリフィスによって買収された。同年9月までに、CHEKのスケジュールは、いくつかのCTV番組と、CBCネットワークスケジュールと混合されたCHAN発信の番組の同時放送、及びCHANで放送されなかったCHEKベースのローカル制作とシンジケート番組で構成されていた。この設定は、CHANがネットワーク番組のタイムシフトを開始した1960年代後半から1970年代初頭まで続いた。CHEKはまた、午後とゴールデンタイムにCBC番組を放送し、午前中に『ユニバーシティ・オブ・ジ・エアー (テレビシリーズ)』や『カナダAM』などのCTV番組を放送した（CHANとの同時放送）。
1972年、グリフィスの購入以来CHANの『ニュースアワー』を同時放送していた（2001年までそうし続ける）CHEKは、独自のニュース番組『ニュースアワー・バンクーバーアイランド（News Hour Vancouver Island）』の制作を開始した。CHANの『ニュースアワー』同時放送の前の17:30（場合によっては、CHANの『ニュースアワー』は他番組の取り組み、主にバンクーバー・カナックスホッケーのためにCHEKでのみ放送される）、及びCBCの『ザ・ナショナル』の次の23:15に放送された。1975年から1976年まで、そして1983年から1986年まで、CHEKはCHANと同じタイヘイヨウハナミズキタイヘイヨウハナミズキのロゴを使用した。どちらの場合も、後で独自のロゴを使用するようになった。

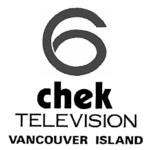
1976年から1978年に使用されたCHEKロゴ。

1978～1979年のテレビシーズンの頃から、ゴールデンタイムの時間帯に徐々にCTV番組を追加した（CHANでの放映からタイムシフトされた）。1981年1月5日、CBUTがスークとマクドナルド山で中継局を立ち上げた時、CBCから切り離され、フルタイムのCTV加盟局となった。

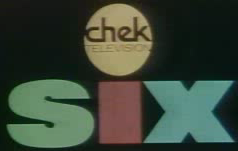
1978年から1980年までのロゴ。BCTVのハナミズキのロゴの変形が1970年代初頭と1980年代初頭に使用された。

1982年、ウェスタン・インターナショナル・コミュニケーションズ（WIC）はCHEKとCHANの59％の権益を取得した。WICは、1989年にセルカーク・コミュニケーションズが放送資産の殆どを売却した際、残りの41％の持分をセルカーク・コミュニケーションズから購入した。1984年、サーニッチの初代スタジオから現在の場所であるキングス・ロード780番地に事業を移した。スタジオ施設は当初、ビクトリア向けに計画されたCBCテレビジョン加盟局を収容するために建設されたが、予算の削減により、計画は棚上げされ、その後キャンセルされた。

1992年から1997年夏に使用されたCHEKのロゴは、チェッカーボードに似ていることを意味する。

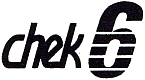
1986年から1992年に使用されたCHEKのロゴ。

2001年まで、CHANと同じ番組の多くをタイムシフトベースで放送していた。CHANと同様に、これはCTVネットワーク番組とWIC所有の番組（通常はハミルトンのCHCHのスケジュールから引き出されたもの）の混合で構成されていたが、WIC番組は通常CHANで放映されたものとは異なった。1997年にバトン・ブロードキャスティングが所有するCIVT（チャンネル32）が開局すると、ブリティッシュコロンビア州南西部でのCTVネットワーク番組の配信がさらに複雑になり、CIVTはCTV番組を放送する地域の3番目の放送局（CHANとCHEKに続く）になった。しかし、CHANが2000年頃に独自の朝のニュース放送を強化した後、CIVTが独自の朝のローカルニュース番組を放送したため、CHEKは『カナダAM』を放送した州で唯一の放送局となった。

### キャンウェストが所有権を取得

1997年夏から2001年8月31日まで使用されたCHの一部になる前の最後のCHEKロゴ（および「チェックマーク」モチーフを使用する2番目のロゴ）。CH及びE!として使用されるロゴについては、E! (カナダ)を参照のこと。

CHEKは、同社がウェスタン・インターナショナル・コミュニケーションズを買収した後、2000年にキャンウェスト・グローバル・コミュニケーションズの所有下に置かれた。この買収により、2001年にバンクーバー～ビクトリア市場のテレビ局間の主要な提携スイッチが開始され、CHEKとCHANの両方がCTVから提携を解除し、CIVTがブリティッシュコロンビア州で唯一のCTV加盟局となった。CHANとCHEKのCTVとの提携契約は、元々2000年に終了する予定だったが、ローカルメディアの状況を取り巻く不確実性を考慮して、2001年9月1日に期限が切れるまで延長された。
CTVから脱退した後、キャンウェストの新しいCHシステムの一部となった。「CH Vancouver Island（CHバンクーバーアイランド）」にリブランドし、ハミルトン姉妹のCHCHと同様のスケジュールだった。CHEKは毎週15〜20時間のローカルニュース番組を放送し、多くの場合、CHANで通常放送される番組は、そのニュース番組に対応するために移動された。また、元グローバル直営局のCKVU（チャンネル10）からスポーツハイライト・ディスカッション番組『スポーツ・ページ』の放送を引き継いだが、CHANが2005年9月に放送が終了されるまで番組制作を続けた。

2007年からニュース放送に使用されているロゴ。2007年から2009年まで局の事実上のブランドだった。

2006年に開局50周年を迎えた。お祝いの一環として、コマーシャルの間、CH以前の時代の過去のステーションプロモーションのビネットを放映した。1956年の初代ロゴから「CH Vancouver Island」としての当時のロゴまで、CHEKのロゴとステーションIDで構成される別の短いビネットも紹介された。
2007年9月7日、CHからE!へのブランド変更の結果として、カナダのテレビネットワークとシステムが、直営局のブランドを単独で使用するという現在の傾向を部分的に逆転させたものとして、ニュース番組のタイトルが『CHEK News』に変更された。ローカルニュース番組以外でのCHEKでの番組は、単に「E!」とブランド化されていた。

2012年から2022年まで使用されたロゴ。

2009年1月3日17:30に、2001年9月の系列切り替え以来初めてCHEKがかつての姉妹局の番組を同時放送したものであるCHANの『グローバル・ナショナル』の同時放送を開始した。

### CHEKメディア・グループによる所有権
2009年2月5日、キャンウェストは、「2番目の従来型テレビネットワークはもはや会社の長期的な成功の鍵ではなかった」という理由で、CHEK及びその他のE!直営局のために、局の売却の可能性を含む「戦略的オプション」を検討すると発表した。
2009年7月22日、購入者を見つけることができなかった後、キャンウェストは、同年8月31日にCHEKを閉局し、局のスタッフに一時解雇通知を発行すると発表した。これにより、CIVI-TVがビクトリア地域にサービスを提供する唯一のテレビ局となった。発表の直後、CHEKの従業員は、局の25％の権益を取得し、残りの75％を取得する地元の投資家を見つけるという提案を発表し、計画をサポートしてチャンネル6を節約するキャンペーンを組織した。同年8月27日、従業員は、買収計画のために250万ドルを調達したと発表したが、翌日、キャンウェストは、従業員の買収が局が放送を続けるための会社のガイドラインを満たしていないこと、及びCHEKには8月31日以降、番組や広告が並んでいないことを発表した。CHEKの歴史を振り返った後、同日夜のニュース放送に続いて閉局されるつもりだった。
しかし、2009年8月31日の17:00のニュース放送中に、閉局を保留し、キャンウェストと将来の新しい所有者との間の交渉が続く間放送を続けると発表した。同年9月4日の新しい締め切りに直面して、キャンウェストは同日、CHEKメディア・グループとして知られるコンソーシアムを通じてCHEKの従業員といくつかの地元の投資家にステーションを2ドルで売却する契約に達したと発表した。キャンウェストは、特定の番組の提供、バンクーバースタジオの使用の許可、様々な放送局の責任を引き受けた新しい所有者への「有利な料金」でのキングス・ロード780番地のスタジオの新しい所有者へのリースなど、CHEKの移行サポートを引き続き提供した。この売却は、11月9日にカナダ・ラジオテレビ通信委員会（CRTC）によって承認された。売却の発表後、ステーションマネージャーのジョン・ポラード（John Pollard）はCBCニュースに、CHEKは独立放送局として運営され（カナダの2つのそのような放送局の1つで、CBCテレビジョン系列局として始まり、その後、ニューファンドランド・ラブラドール州セントジョンズのCJON-DTと並んでCTV系列局となった）、アメリカの番組を同時放送する予定はないことを明らかにした。
CHEKメディア・グループは、同日に局の番組を管理し、E!（数日前に閉局）との提携も解除し、映画と古い番組の組み合わせ（カナダとアメリカの両方が起源）、シンジケート番組、ローカルニュース番組の重要性を盛り込んだ新しいスケジュールを採用し（9月1日に開始した新しい22:00のニュース放送を含む）、単に「CHEK」というブランドに戻した。ある時点でアメリカの番組を同時放送する計画は無いので、総合格闘技番組『Let's Get It On』、元マッチミュージックのキャラクターと、共同ホストのリアナ・ケルツナーとコメディアンのロン・スパークスが出演する映画番組であるエド・ザ・ソックの『ディス・ムービー・サックス!』、インフォマーシャルを含む、2009〜2010年シーズンの追加番組をまばらに追加した。
後に、最近のアメリカの番組を放送するというスタンスを逆転させた。2010年9月、従業員/投資家の管理下に置かれて以来初めて、アメリカのネットワークテレビシリーズの放送を開始した。スケジュールに追加された番組の多く（『ヤング・スーパーマン』、『スーパーナチュラル』、『ジミー・キンメル・ライブ!』、『チャック』、『60ミニッツ』を含む）は、かつてはバンクーバー〜ビクトリア市場でCHNU-DT（チャンネル66）で、トロント/ハミルトンの独立局CKXT-TV（所有者であるケベコールは、同局のライセンスをオール・ニュース・ケーブルチャンネルのライセンスに置き換える過程にあった。ケベコールは同局を閉局し、2011年にCRTCにCKXTライセンスを放棄した）を介してケーブルで放送されていた。ステーションはまた、CHCH-DTが制作した『I Hate Hollywood』を買収し、言及された全ての番組をピックアップした。
2013年1月25日、地元のCBC Radio One加盟局で、運営をテレビ局のキングス・ロードスタジオに移行したCBCV-FMとスペースの共有を開始した。

## 番組
独立局として、CHEKは、ニュース番組やその他のローカル制作の番組、シンジケート番組、映画、インフォマーシャルを組み合わせた番組を放送している。シンジケートされた平日の番組には、『ホイール・オブ・フォーチュン』、『ジェパディ!』、『ジャッジ・ジュディ』、『25ワーズ・オア・レス』、『ホット・ベンチ』などがある。一部のエンターテインメント番組は、イエスTVとの二次提携を通じて放映されている。

### 過去のローカル番組
以下は、かつてCHEKで放送されたローカル番組の一部のリストである。
- スポーツ・ページ（英語版）（スポーツのハイライト - CHAN-TVで制作）
- バンクーバー・カナックスホッケー（英語版）（スポーツ）
- バンクーバー・グリズリーズバスケットボール（スポーツ）

### 注目すべき過去の海外の番組
- 1995年8月から1999年8月まで、平日16:30に『レイト・ショー・ウィズ・デイヴィッド・レターマン』を放送した。アメリカのネットワークであるCBSを発信するなど、トーク番組を放送している他のチャンネルは、夜遅く（東部/太平洋23:35）に番組を放送した。
- 1995年から2001年までの平日、CTVの『ザ・ボールド・アンド・ザ・ビューティフル』を放送した。

### ニュース運用
CHEK-DTは現在、毎週14時間半のローカル制作のニュース番組を放送している（平日：2時間半、土曜日・日曜日：1時間）。さらに、平日13:00から15:30まで、毎時の冒頭にエンターテインメント番組間の最新ニュースを制作する。カナダの主要市場にある殆どのニュース制作テレビ局とは異なり、CHEKは週末に深夜のニュース番組を放送しない（週末のニュースは1時間の17:00のニュースのみ）。さらに、30分の広報番組『CHEKポイント』を制作している。CHEK-TVは、ニュース放送中に全ての番組と事前収録されたコーナーにDVC-Proテープのシュートを使用している。
長年のニュースキャスターであるハドソン・マックは、2004年9月1日付けでCIVIのニュースディレクターに任命された後、19年間在籍したCHEKを退職した（マックはその後、翌月の10月11日の17:00のニュースのアンカーに就任した）。マックの代わりに、ソフィー・ルイはCHAN-TVからCHEKに戻り、メインアンカーとして元CIVTビクトリア支局長のエド・ワトソンとペアになった。2008年8月25日、CHEKのニュース番組の制作は、ビクトリアからバーナビーのCHANの施設に移行し、新しいバーチャルセットが追加され、ビクトリア以外のニュース記事に焦点を当てた新番組『CHEK News: Island 30（CHEKニュース:アイランド30）』が開始された。同番組は数ヶ月後にニュースマガジンに作り直され、単に『アイランド30』に改称された。長年のCHANアンカーであるトニー・パーソンズは、2010年3月15日にCHEKの22:00のニュースのアンカーとしてCHEKに参加した。パーソンズは、2009年12月16日に放送された『ニュースアワー』夕方版のアンカーとして35年間務めた後、CHANのアンカーとして以前に辞任していた。
2010年4月、CBCテレビジョンのバンクーバー直営局・CBUTがニュースコンテンツ、スタッフ、リソースを共有するニュース共有契約をCHEKとCBCが締結した。パーソンズはまた、CBCに参加してCBUTの90分間の夕方ニュース番組『CBCニュース:バンクーバー（CBC News: Vancouver）』のアンカーを務めた結果、彼は同番組の後にビクトリアに飛び、CHEKの22:00のニュースをアンカーを務めた。同日のCHEKのスケジュールには、『CBCニュース:バンクーバー』の18:30の同時放送も追加された。2012年6月15日、パーソンズは22:00のニュースの職務を放棄し、CBUTのニュース放送で18:00からの30分間をリードアンカーとして残った。アンカーとリポーターのローテーションにより、パーソンズは22:00のアンカーとして一時的に置き換えられた。
長年のリポーターであるステイシー・ロスは、ジム・ビーティーの辞任後、『CHEK News at 5:00 and 6:30』のアンカーに指名された。2015年10月、元CTV・グローバルニュース国際特派員であるベン・オハラ＝バーンは、『CHEK News at 6』を立ち上げ、オハラ＝バーンが18:00と22:00のニュースのアンカーを務めるために雇われた。
2018年、元CHEKのプライムタイムアンカーであるスコット・フィーがニュースディレクターとして戻った。フィーは、CHEKニュースの更新と再構築に着手した。彼の最初の年、フィーは新しいアップグレードされたセット、新しいカメラの設計と設置を監督し、いくつかの新しい人事異動を行った。
2019年、フィーはCTVバンクーバーアイランドからジョー・パーキンスを雇い、現在1時間に及ぶ18:00のニュースのアンカーを務めた。
同年、CHEKリポーターのコリ・シダウェイが週末ニュースのアンカーを務める新しい顔として登場した。
2021年、バンクーバー・サンの長年の立法コラムニスト兼リポーターであるロブ・ショーを、CHEKの最初の政治担当記者として迎えることで、新しい役割を果たした。
同年、コミュニティポッドキャストへの進出を開始し、『MicCHEK』、『ポリティカル・キャピタル（Political Capital）』、『アワ・ネイティブ・ランド（Our Native Land）』、『チャンバー・チャッツ（Chamber Chats）』を制作した。

### 著名な元スタッフ
- ミジョン・リー（英語版） 現：CTVバンクーバー
- パメラ・マーティン（英語版）（元クリスティ・クラーク（英語版）州首相のエンゲージメントディレクター・ブリティッシュコロンビア自由党（英語版）党首との連絡役）
- ハーベイ・オベルフェルド（英語版）（引退）
- トニー・パーソンズ（引退）
- ミカエラ・ペレイラ（英語版）（現：HLN『MichaeLA』アンカー。元：CNN『ニュー・デイ（英語版）』アンカー）
- ジュディ・チャブジ（英語版） 1996年9月から1998年7月まで